# Sharifa Davronova
Sharifa Jamsherovna Davronova (ur. 27 września 2006 w Samarkandzie) – uzbecka lekkoatletka specjalizująca się w trójskoku, olimpijka (2024).
W 2022 zdobyła złoty medal na światowym czempionacie do lat 20 w Cali. Rok później w Astanie wywalczyła złoto na halowych mistrzostwach Azji, a także tytuł mistrzyni igrzysk azjatyckich. W 2024 zdobyła drugie złoto mistrzostw świata U20.
Złota medalistka mistrzostw Uzbekistanu.
Rekordy życiowe: stadion – 14,23 (7 września 2023, Taszkent); hala – 13,98 (11 lutego 2023, Astana).

## Osiągnięcia
| Rok  | Impreza                   | Miejsce   | Pozycja           | Wynik |
| ---- | ------------------------- | --------- | ----------------- | ----- |
| 2022 | Mistrzostwa świata U20    | Cali      | 1. miejsce        | 14,04 |
| 2023 | Halowe mistrzostwa Azji   | Astana    | 1. miejsce        | 13,98 |
| 2023 | Mistrzostwa świata        | Budapeszt | el. – 24. miejsce | 13,66 |
| 2023 | Igrzyska azjatyckie       | Hangzhou  | 1. miejsce        | 14,09 |
| 2024 | Igrzyska olimpijskie      | Paryż     | el. – 23. miejsce | 13,74 |
| 2024 | Mistrzostwa świata U20    | Lima      | 1. miejsce        | 13,75 |
| 2025 | Halowe mistrzostwa świata | Nankin    | 12. miejsce       | 13,44 |
| 2025 | Mistrzostwa Azji          | Gumi      | 2. miejsce        | 13,74 |